# Chikkasaggere, Koratagere
Chikkasaggere là một làng thuộc tehsil Koratagere, huyện Tumkur, bang Karnataka, Ấn Độ.